# Trondheim
Trondheim (spreek uit als trônheim), in het Zuid-Samisch Tråante, is een stad in de Noorse provincie Trøndelag. Met 207.595 inwoners (2021) is het de derde grootste stad van Noorwegen. Trondheim is gelegen aan de Trondheimfjord. De veerdienst Hurtigruten meert aan in de haven van de stad.
De plaatsen Byneset, Langørjan, Leinstrand, Ringvol, Spongdal, Strinda en Trolla, veelal eerder zelfstandige gemeenten, maken deel uit van de gemeente. De gemeente werd in 2020 uitgebreid met de gemeente Klæbu.

## Geschiedenis
Uit de in deze streek gevonden rotstekeningen blijkt dat er al duizenden jaren sprake is van menselijke bewoning in dit gebied. In vroegere tijden werden de koningen van Noorwegen tot koning uitgeroepen bij Øretinget in Trondheim. Op deze plaats, bij de monding van de Nidelva, vond de vergadering van alle vrije mannen plaats. Harald I Haarfagre (Veelhaar/Mooihaar) (865-933) werd hier tot koning uitgeroepen, evenals zijn zoon Haakon de Goede.

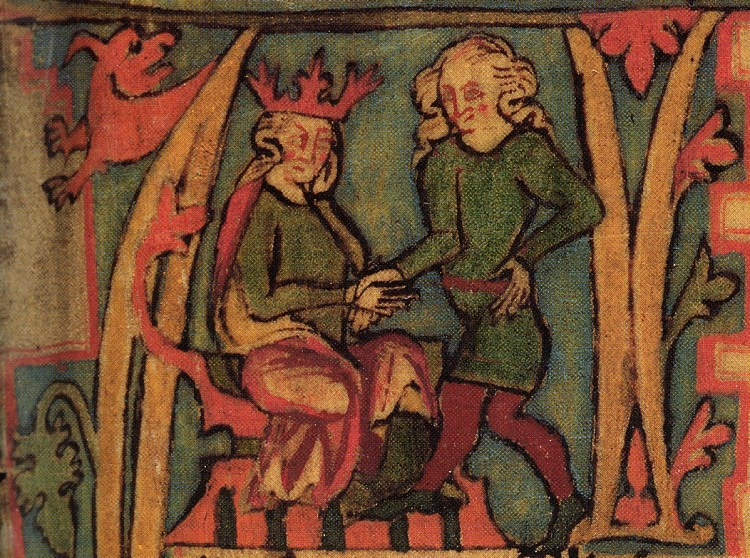
Harald I ontvangt het koningschap van zijn vader

Trondheim werd door de Vikingkoning Olav Tryggvason in 997 n.Chr. Kaupangen (= handelsplaats) genoemd. Kort daarna werd de naam Nidaros. In het begin werd het vaak gebruikt als de zetel van de koning, en daarom de hoofdstad van Noorwegen (tot 1217).
Leif Eriksson leefde rond 1100 in Trondheim als militair vazal (Oudnoords: Hird-man) van koning Olav. Een standbeeld van Leif, een cadeau van de "Leif Ericson Society" in Seattle, staat aan de zee, vlak bij het oude douanekantoor, de aanlegplaats van de cruiseschepen en het nieuwe zwembad. Het standbeeld is een replica, het origineel staat in de haven van Seattle.
Trondheim ligt aan de monding van de Nidelva, beschermd gelegen met uitstekende havencondities. De rivier was in de middeleeuwen diep genoeg voor scheepvaart. Een modderlawine maakte de rivier minder bevaarbaar en verwoestte een deel van de haven in het midden van de 17e eeuw.
De grote veldslag van Kalvskinnet vond hier plaats in 1179, waarbij koning Sverre Sigurdsson en zijn Birkebeiner strijders zijn rivaal voor de troon Erling Skakke versloeg.
De stad was de zetel van het (katholieke) Aartsbisdom van Noorwegen vanaf 1152. Door de komst van het Lutheranisme in 1537, moest de laatste Aartsbisschop, Olav Engelbrektsson, de stad ontvluchten. Hiermee kwam tevens een eind aan het belang van Trondheim als het bedevaartsoord voor monniken, dat de stad vanaf de kerstening door St. Olav rond het jaar 1000 geweest was.
De stad is verschillende malen getroffen door grote branden. Omdat het een stad was van vele houten gebouwen, veroorzaakten de meeste branden grote schade. Grote branden verwoestten grote delen van de stad in 1598, 1651, 1681, 1708, 1717 (twee branden in dat jaar), 1742, 1788, 1841 en 1842. De brand van 1651 verwoestte 90% van alle gebouwen in de stad. De brand van 1681 leidde tot een bijna totale reconstructie van de stad onder Generaal Johan Caspar von Cicignon uit Luxemburg. Brede straten zoals de Munkegaten werden toen aangelegd, zonder dat daarbij gekeken werd naar eigendomsrechten, om te dienen als buffer bij volgende branden. Dit gaf de toenmalige stad met ongeveer 8000 inwoners een zekere flair.
Na het vredesverdrag van Roskilde van 26 februari 1658 werd Trondheim (samen met de rest van Trøndelag) voor een korte periode Zweeds gebied; het gebied werd na 10 maanden terugveroverd. Het conflict werd definitief beslist door het Vredesverdrag van Kopenhagen van 27 mei 1660.
Tijdens de Tweede Wereldoorlog werd Trondheim vanaf april 1940 (op de eerste dag van de invasie van Noorwegen, Operatie Weserübung) tot aan het einde van de oorlog in Europa in mei 1945 bezet door de Duitsers.

## De namen van de stad
Nadat het in eerste instantie door Olav Tryggvason Kaupangen genoemd werd, heeft de stad lange tijd de naam Nidaros (Oudnoords: Niðaróss) gehad, wat "Monding van de rivier de Nid" betekent. In de late middeleeuwen werd de naam veranderd in Trondheim (Oudnoords: Þrónheimr). In de Deens-Noorse periode, tijdens de jaren dat het een provinciestad was in de verenigde koninkrijken van Denemarken-Noorwegen, werd de naam gespeld als Trondhjem. De woorden heimr, heim en hjem betekenen allemaal thuis, het woord Trond is de naam van een volksstam.
In navolging van de hernoeming van Oslo in Kristiania werd de naam Nidaros weer geïntroduceerd als officiële naam van de stad voor een korte periode van 1 januari 1930 tot 6 maart 1931. De naam werd hersteld om de band van de stad met zijn glorieuze verleden te bevestigen, ondanks het feit dat bij het referendum van 1928 17.163 mensen voor Trondhjem stemden en 1.508 mensen voor Nidaros. Er ontstond echter zo'n groot protest, zelfs gepaard gaand met relletjes, tegen de naam dat het Noorse parlement zich genoodzaakt zag een compromis te zoeken, dit werd Trondheim, een naam die iets minder Deens klonk.
In het Duits wordt de stad Drontheim genoemd. Tijdens de Duitse bezetting van 1940-1945 werd het een belangrijke basis voor onderzeeërs (Dora). Er werd ook een plan opgesteld om een nieuwe stad voor 250.000 inwoners te bouwen, Neu-Drontheim, dat 15 km zuidwestelijk van Trondheim zou moeten komen te liggen, bij de wetlands van Øysand aan de rand van de gemeente Melhus. De nieuwe stad - de noordelijke hoofdstad van het germaanse Scandinavië - had de toekomstige Duitse marinebasis moeten worden van de Noord-Atlantische regio, en tevens de grootste Duitse marinebasis.

## Bestuurlijke indeling

### Stadsdelen
Op 1 januari 2005 werd het aantal stadsdelen teruggebracht van 5 naar 4, elk met hun eigen sociale voorzieningen:
- Midtbyen; waaronder het centrum, Tyholt, Byåsen en Ila
- Østbyen; waaronder Møllenberg, Nedre Elvehavn, Lade, Strindheim, Jakobsli en Ranheim
- Lerkendal; waaronder Lerkendal, Nardo, Flatåsen en Moholt
- Heimdal; waaronder Heimdal, Byneset, Tiller, Kolstad, Saupstad en Kattem

## Topografie
Trondheim ligt op de plaats waar de Nidelva in de Trondheimsfjord uitmondt, en is het centrum van de regio Trondheim. Tijdens de zomerwende komt de zon om 3.00 uur op en gaat om 23.40 uur weer onder. Doordat de zon dan maar net onder de horizon zakt, wordt het in de periode van 20 mei tot 20 juli niet donker. Tijdens de winterwende komt de zon om 10.00 uur op en blijft dan vlak boven de horizon staan om dan om 14.30 uur onder te gaan.
De hoogste top van de gemeente Trondheim is de Storheia met een hoogte van 565 meter boven zeeniveau.

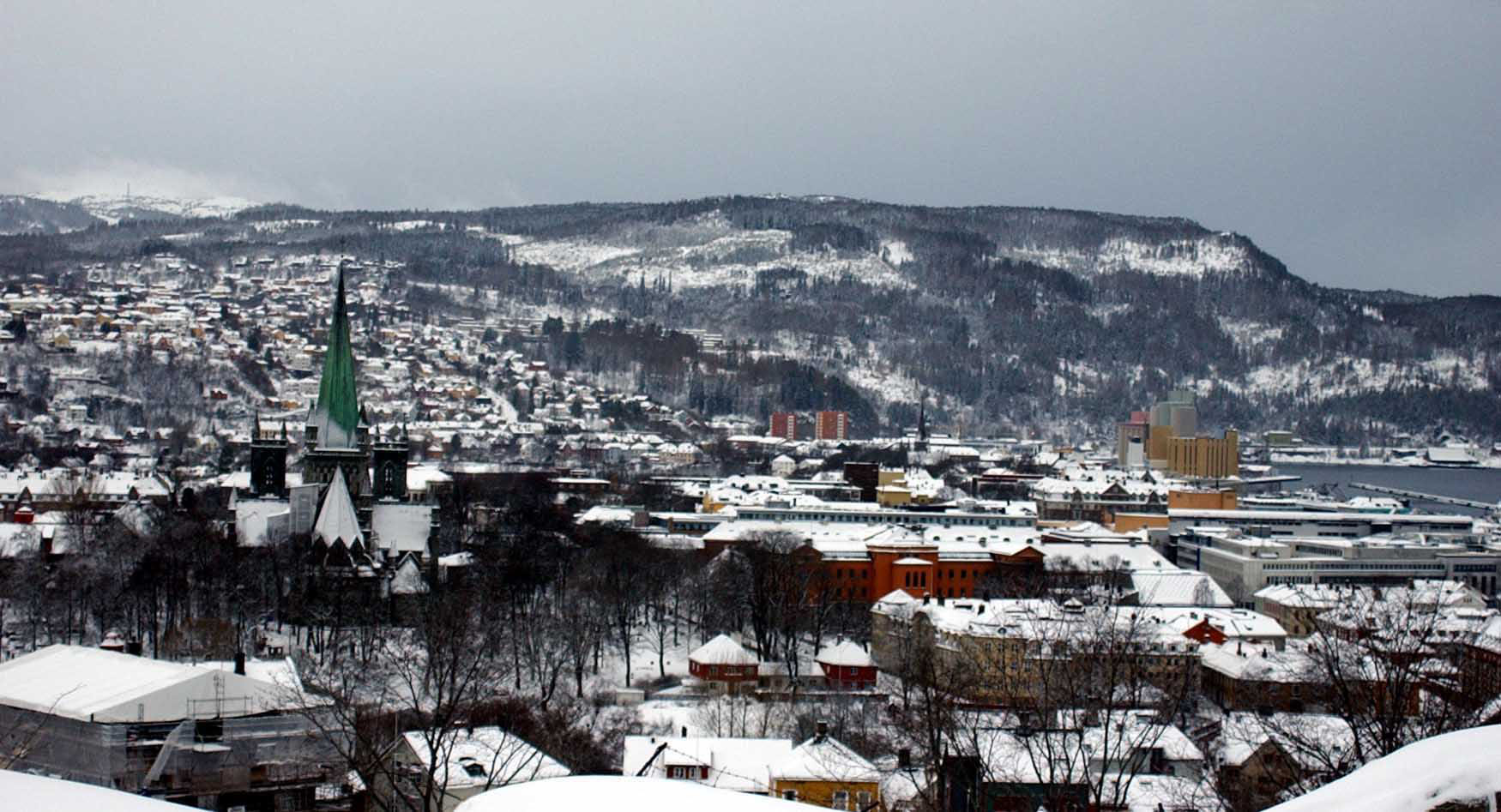
Trondheim
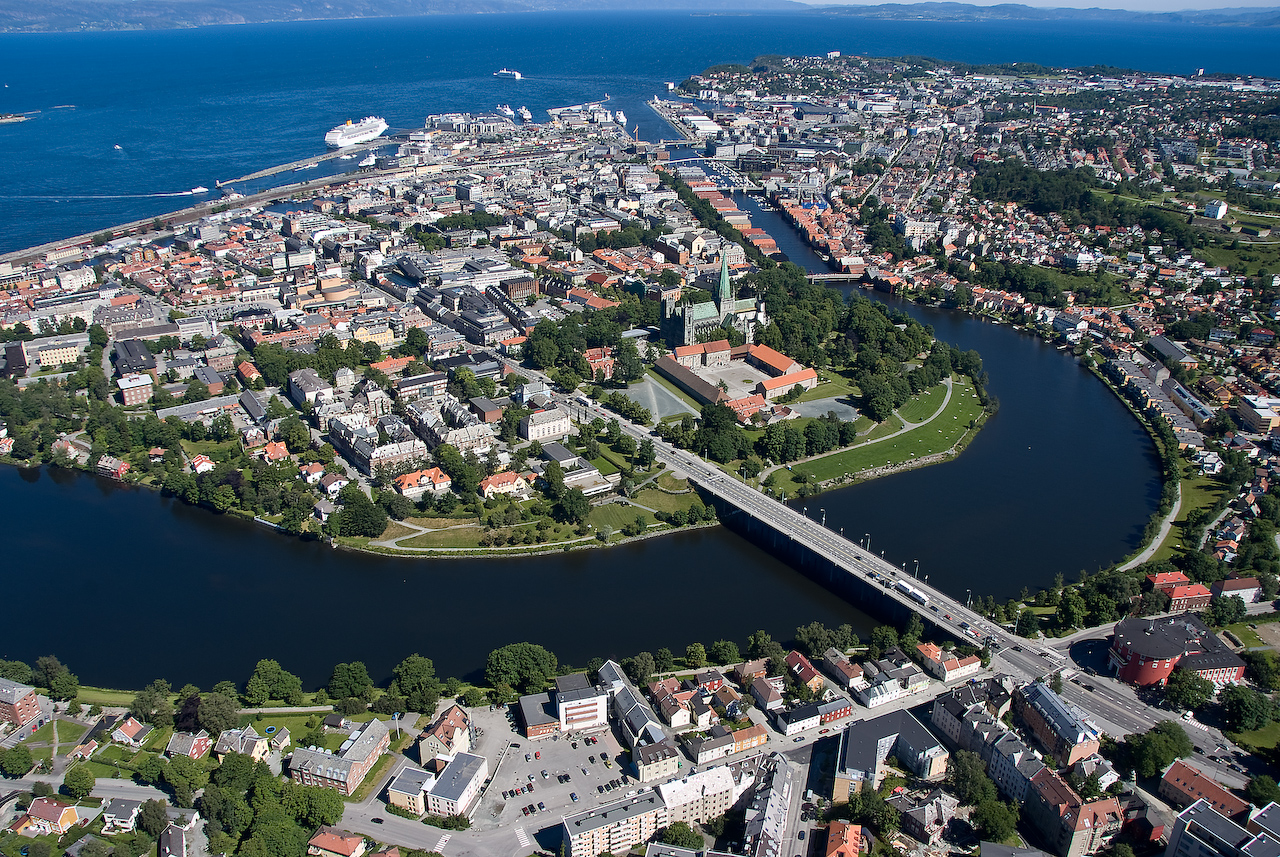
Trondheim vanuit de lucht

### Klimaat
Trondheim heeft een overwegend zeeklimaat, waarbij het door zijn ligging beschut wordt tegen de ergste winden. De hoogste temperatuur ooit gemeten is 35 °C (22 juli 1901), de laagste temperatuur is -26,1 °C (februari 1899).

## Bouwwerken

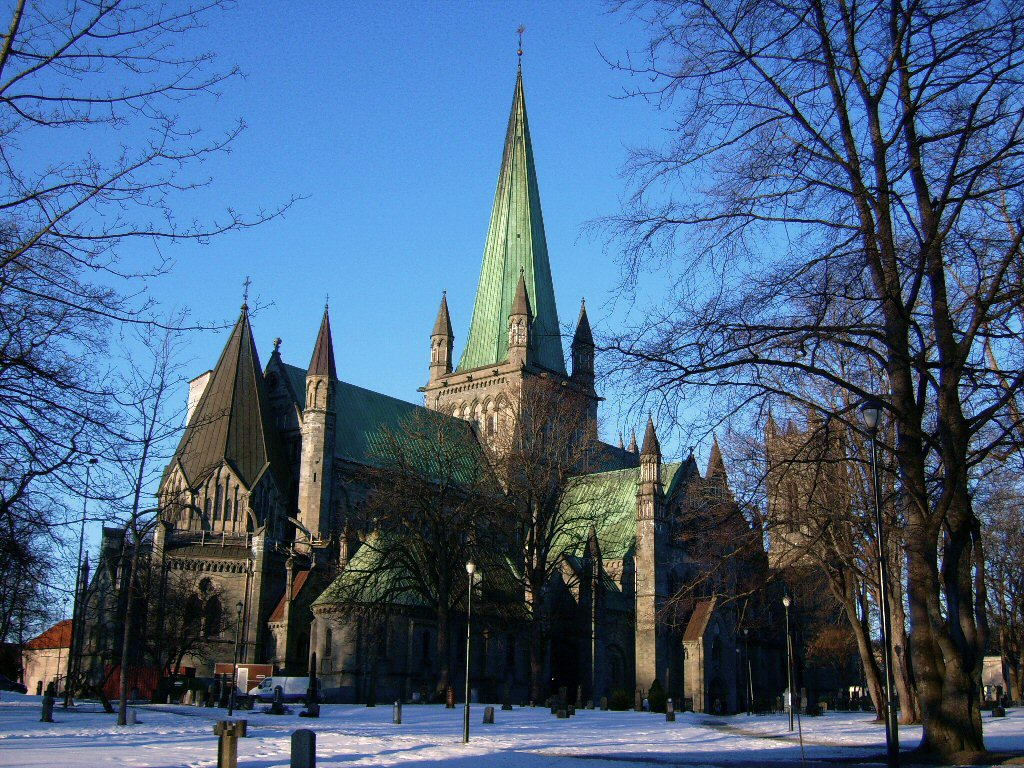
Nidaroskathedraal

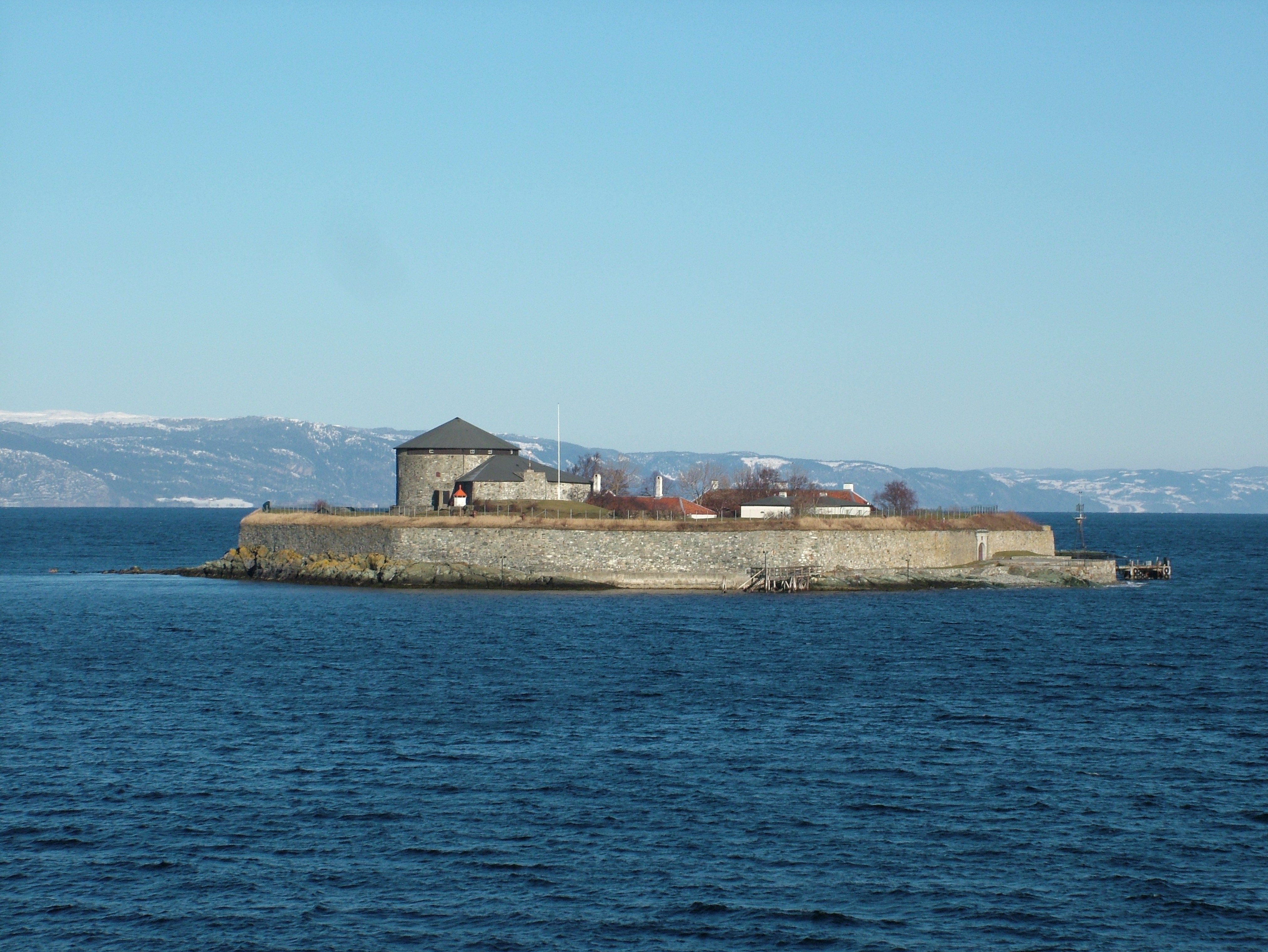
Munkholmen

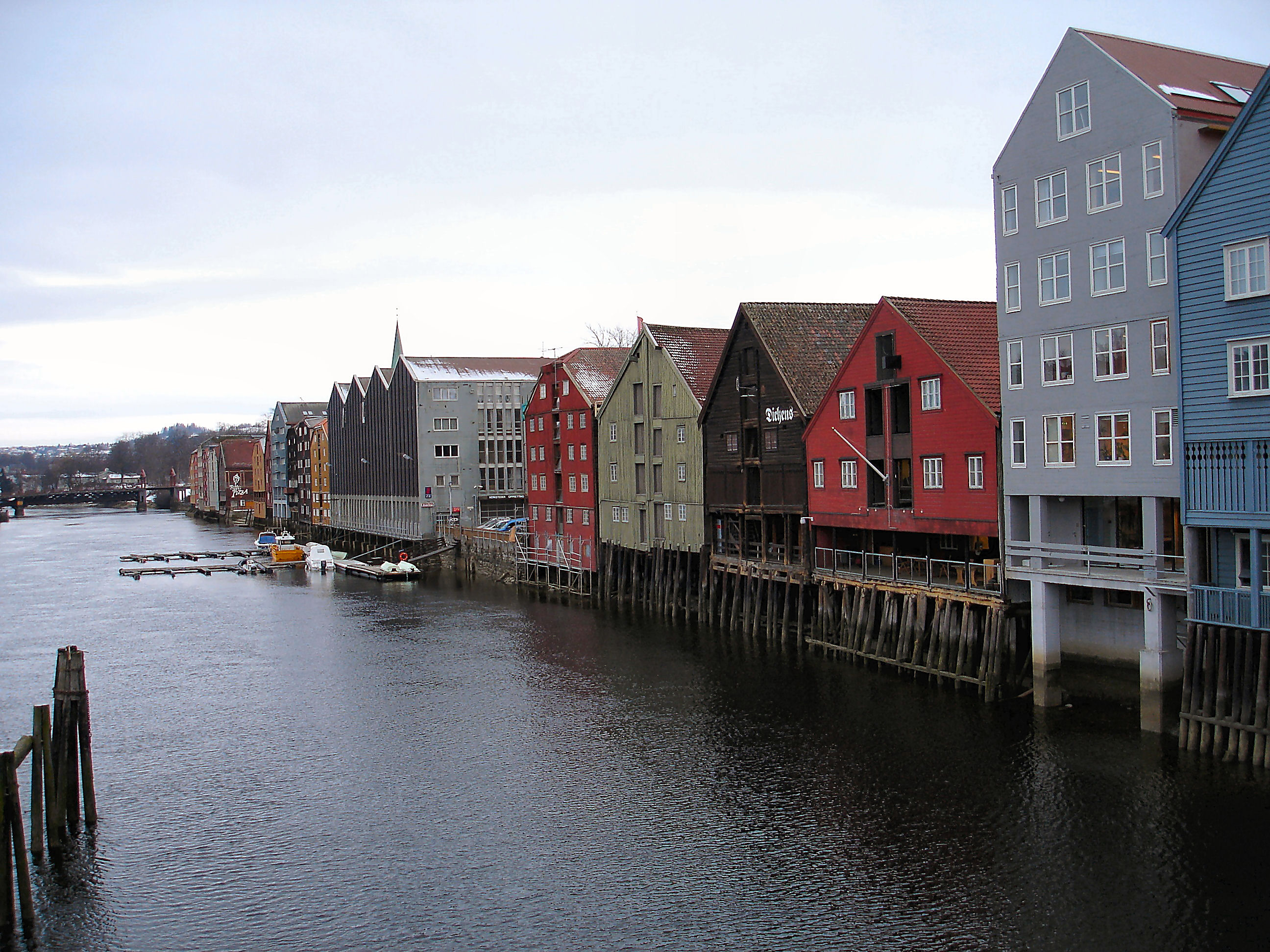
Pakhuizen aan de Nidelva

### Nidaroskathedraal
Het bekendste bouwwerk in Trondheim is de Nidaroskathedraal, dat naast het aartsbisschoppelijk paleis ligt in het oude historische centrum van Trondheim. De grote kathedraal, gebouwd vanaf 1070, is het belangrijkste gotische monument in Noorwegen. Gedurende de middeleeuwen was het de belangrijkste christelijke pelgrimsplaats in Noord-Europa, met pelgrimsroutes vanuit Oslo in het zuiden van Noorwegen en vanuit Jämtland en Värmland in het naburige Zweden.
Tijdens de middeleeuwen, en ook na de onafhankelijkheid van 1905, was de Nidaroskathedraal de kroningskerk van de Noorse koningen. Koning Haakon VII was in 1906 de laatste koning die hier gekroond werd. Vanaf 1957, te beginnen bij koning Olav V, worden koningen in Noorwegen niet meer gekroond maar gezalfd. In 1991 werden de huidige koning Harald V en koningin Sonja in deze kathedraal gezalfd. Op 24 mei 2002 trouwde hun dochter prinses Märtha Louise in de kerk met de schrijver Ari Behn.

### Andere bouwwerken
- Fort Kristiansten, gebouwd van 1681 tot 1684, waar de Zweden in 1718 verdreven werden.
- Munkholmen, een vakantie-eiland met een verleden als gevangenis, fort en klooster.
- Technisch-natuurwetenschappelijke Universiteit van Noorwegen (NTNU).
- Stiftsgården, de koninklijke residentie in Trondheim.
- Sverresborg, het middeleeuwse kasteel van koning Sverre en nu een openluchtmuseum.
- Tyholttårnet, de radio- en televisietoren met een ronddraaiend restaurant.
- Standbeeld van Olav Tryggvason, op een obelisk op een plein in het centrum van Trondheim.

## Cultuur
Trondheim staat bekend om zijn brede muziekaanbod, waarbij de nadruk ligt op rock, jazz en klassieke muziek. De laatste twee worden gedoceerd aan het conservatorium (nu onderdeel van de universiteit) en de gemeentelijke muziekschool (Trondheim Kommunale Musikk- og Kulturskole), met het Trondheim Symfonie Orkest en de Trondheim Solisten als de bekendste uitvoerders. Klassieke musici die uit Trondheim komen, zijn onder anderen de violist Arve Tellefsen, Elise Båtnes en Marianne Thorsen.
Enkele pop/rock artiesten/bands die uit Trondheim komen of ermee verbonden zijn, zijn: Åge Aleksandersen, Margaret Berger, Desperado, DumDum Boys, Gåte, Johndoe, Keep of Kalessin, Lumsk, Motorpsycho, Kari Rueslåtten, The 3rd and the Mortal, TNT, Vømmøl Spellmannslag.
Georg Kajanus, de oprichter van de bands Eclection, Sailor and Data, werd in Trondheim geboren. Sailor had in de jaren zeventig van de 20e eeuw succes in Europa en Australië met hits als "Girls, Girls, Girls" en "A Glass Of Champagne".
De stad staat binnen Noorwegen bekend om de punk en alternatieve scenes. De bekendste punkscene is UFFA.
In Trondheim staan de StarGate Studio's.

### Belangrijkste musea
- Rockheim (pop- en rockmuziek)

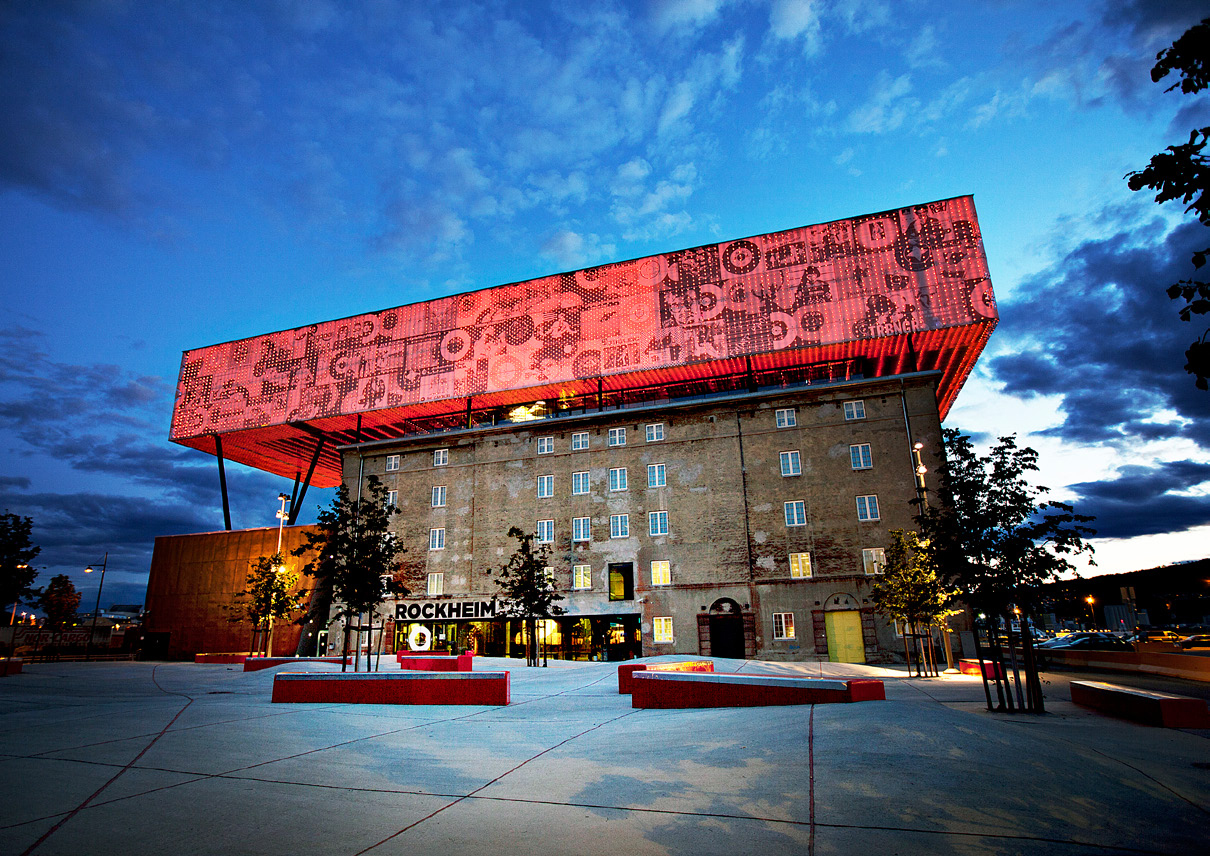
Rockheim

- Ringve Museum (muziek en muziekinstrumenten, en botanische tuin)
- Trondhjems Kunstmuseum (kunst)
- Sverresborg Trøndelag Folkemuseum (cultuurhistorie)
- Telemuseet (telecommunicatie)
- Trondhjems Sjøfartsmuseum (scheepvaart)
- Vitenskapsmuseet (natuurlijke historie en archeologie)
- Vitensenteret (wetenschap)
- Rustkammeret (wapens), naast het bisschoppelijk paleis
- Norsk Rettsmuseum (rechtspraak)
- Sporveismuseet (spoorwegen)
- Nordenfjeldske Kunstindustriemuseum (kunst)
- Det jødiske museum (joods museum)

## Sport en recreatie
In 1985 werden in Trondheim de eerste World Cup-wedstrijden schaatsen verreden.
Rosenborg Ballklub (RBK) is de voetbalclub van Trondheim. De naam van de club komt van een stadsdeel in het oosten van Trondheim. Rosenborg BK speelt haar wedstrijden in Lerkendalstadion. Dat is het grootste Noorse stadion dat voor reguliere competitiewedstrijden wordt gebruikt. Ranheim Fotball is een andere professionele voetbalclub uit Trondheim.
De stad is ook bekend vanwege de actieve wintersport die hier beoefend wordt. Er zijn langlaufpistes in Bymarka, er is een springschans in Granåsen, en alpine faciliteiten in het vlakbijgelegen Vassfjellet. In 1997 werden de Wereldkampioenschappen voor de Noordse disciplines hier gehouden, en in februari 2004 werden er langlauf-sprintraces gehouden voor de World Cup in de binnenstad van Trondheim. In 2006 werden de nationale biatlon kampioenschappen in Trondheim gehouden. Daarnaast was Trondheim in de strijd voor de Olympische Spelen van 2018 onder het motto "Æ e med" (letterlijk: "Ik ben er in").
Langlaufen is populair in Noorwegen en in de heuvels rond Trondheim zijn hiervoor vele faciliteiten, zoals in Bymarka in het westen en Estendstadmarka in het oosten.
Er is een 18 hole golfbaan aan de rand van Bymarka, met een uitzicht op de stad en de fjord, waar men 's zomers tijdens de zomerwende om middernacht nog kan golfen.
In 2008 was Trondheim een van de vijf speelsteden tijdens het EK handbal (mannen).

## Verkeer en vervoer

### Luchtvaart

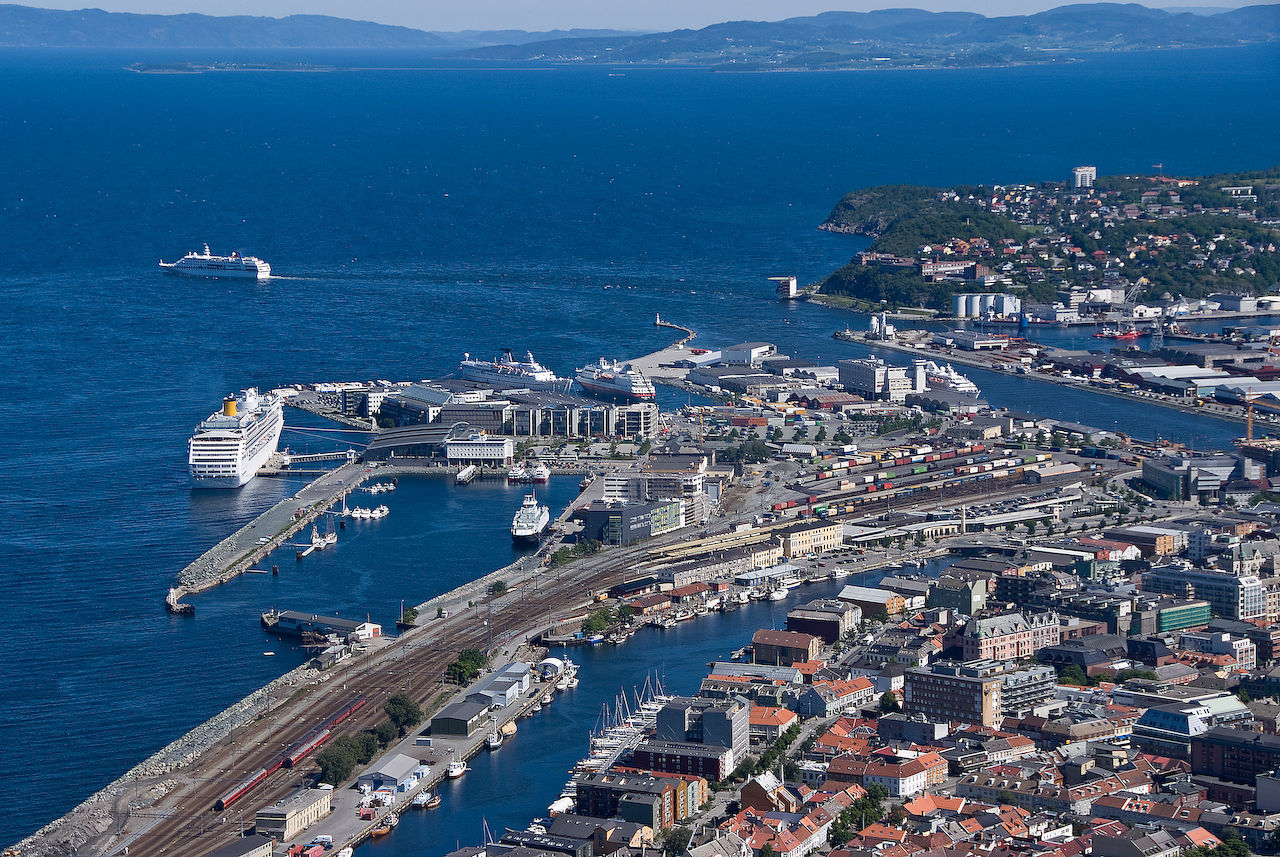
De haven van Trondheim.

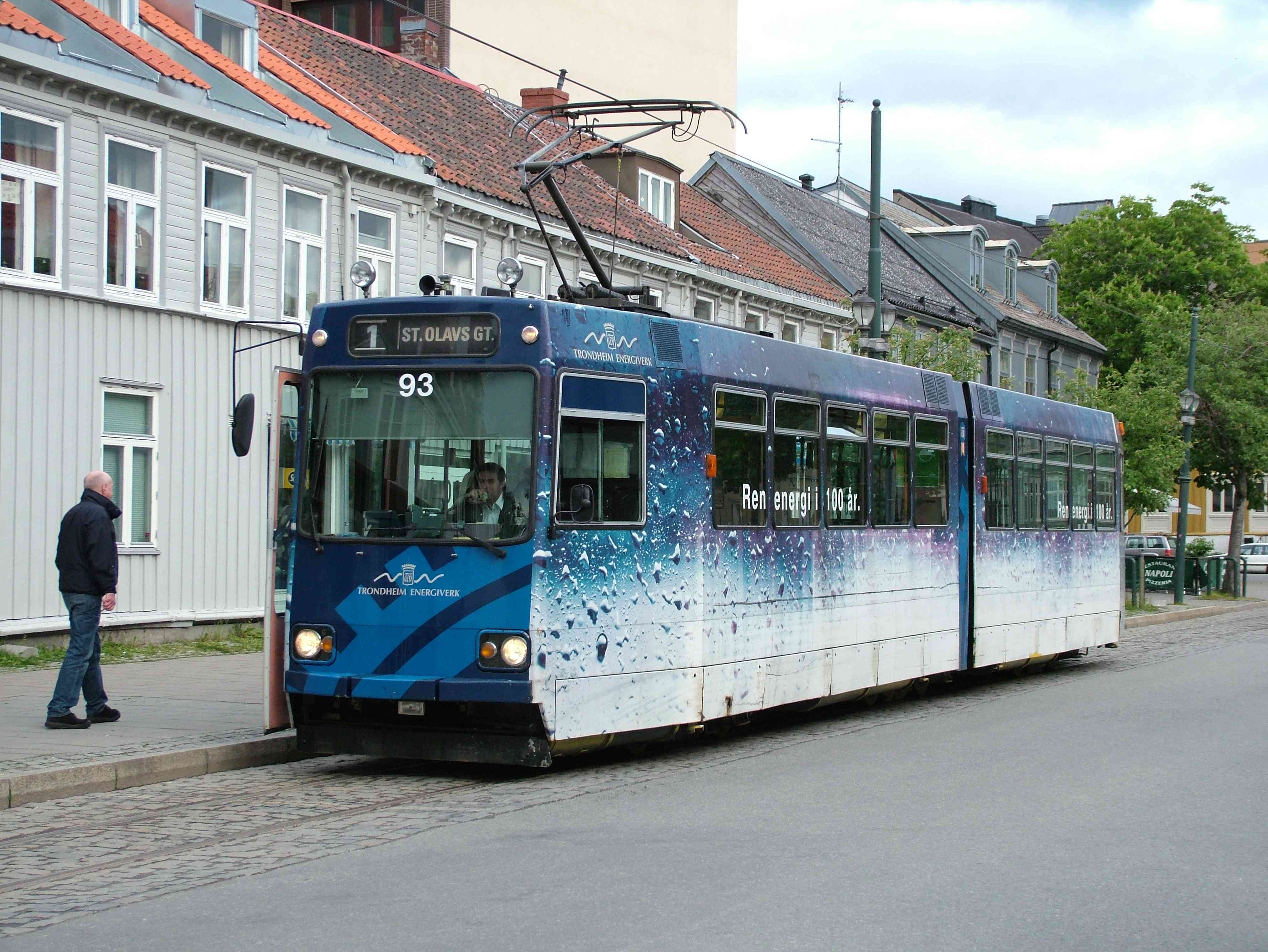
Tram van Trondheim.

Trondheim heeft een van de grootste luchthavens van Noorwegen: de luchthaven Trondheim Værnes, gelegen in Stjørdal.

### Zeevaart
Trondheim is een aanlegplaats voor de schepen van de Hurtigruten op de route van Bergen naar Kirkenes, en voor veel cruiseschepen. Sinds 1994 is er ook een snelle bootverbinding met Kristiansund, de dichtstbijzijnde kuststad ten zuiden van Trondheim.

### Trein
Er zijn treinverbindingen vanuit het station Trondheim Centraal met het noorden van Noorwegen via de Nordlandsbanen (tot Mo i Rana in 1942, tot Fauske in 1958, en tot Bodø in 1962), met het oosten via de Meråkerbanen (geopend in 1882) met Zweden via Storlien, en twee naar het zuiden naar Oslo, de Rørosbanen (geopend in 1877) en de Dovrebanen (geopend in 1921). Ook is er de Stavnebanen als een ontsluitingsspoorlijn aangelegd (geopend in 1957).

### Openbaar vervoer
De tram van Trondheim heeft de meest noordelijk gelegen tramlijn van Noorwegen, de Gråkallbanen, het restant van het ooit grotere trambedrijf van Trondheim. Het is een 8,8 km lange enkelsporige lijn die loopt van St. Olavs Gate, in het centrum van de stad, via de wijk Byåsen, naar Lian, in het recreatiegebied Bymarka.
De stad heeft een uitgebreid busnetwerk, opererend van 5 uur 's ochtends tot middernacht. Daarnaast is er in de weekenden een nachtbus.

### Auto
Trondheim ligt aan de E6, de belangrijkste hoofdverkeersader van Noorwegen.

### Fietsvoetlift
In 1993 werd op de heuvel Brubakken de Trampe, een lift voor fietsers, aangelegd. Door de rechtervoet op een metalen plaat te zetten wordt de fietser, die niet af hoeft te stappen, via een rail in het wegdek omhoog geduwd. In 2013 werd het systeem gemoderniseerd, kreeg een nieuwe naam (CycloCable) en werd gratis.

## Stedenbanden
- Darmstadt, (Duitsland)
- Dunfermline, (Schotland)
- Graz (Oostenrijk)
- Keren (Eritrea)
- Klaksvík, (Faeröer)
- Kópavogur, (IJsland)
- Norrköping, (Zweden)
- Odense, (Denemarken)
- Östersund, (Zweden)
- Petah Tiqwa, (Israël)
- Ramallah, (Palestina)
- Split, (Kroatië)
- Tampere, (Finland)
- Tiraspol, (Moldavië)
- Vallejo, (Verenigde Staten)

## Bekende inwoners van Trondheim

### Geboren
- Ludvig Mathias Lindeman (1812-1887), componist
- Ivar Lykke (1872-1949), minister-president en minister van Buitenlandse Zaken
- Sverre Farstad (1920-1978), schaatser
- Jo Benkow (1924-2013), politicus
- Arnfinn Bergmann (1928-2011), skispringer en voetballer
- Odd Iversen (1945-2014), voetballer
- Martin Schanche (1945), rallyrijder
- Jan Egil Storholt (1949) schaatser
- Ingrid Kristiansen (1956), atlete
- Frode Rønning (1959), schaatser
- Tore Brunborg (1960), jazz-saxofonist
- Ola By Rise (1960), voetballer
- Rune Bratseth (1961), voetballer
- Trine Haltvik (1965), handbalster
- Kåre Ingebrigtsen (1965), voetballer
- Grunde Njøs (1967), schaatser
- Erlend Loe (1969), auteur
- Roar Strand (1970), voetballer
- Bjørn Otto Bragstad (1971), voetballer
- Harald Brattbakk (1971), voetballer
- Ståle Stensaas (1971), voetballer
- Kim Hiorthøy (1973), elektronicamuzikant, grafisch ontwerper, illustrator, regisseur en schrijver
- Eskil Ervik (1975), schaatser
- Vegard Heggem (1975), voetballer
- Trine Bakke Rognmo (1975), skiester
- Tore Vikingstad (1975) ijshockeyspeler
- Tommy Ingebrigtsen (1977), skispringer
- Stian Eckhoff (1979), biatleet
- Marit Bjørgen (1980), langlaufster
- Kjersti Buaas (1981), snowboardster
- Eldar Rønning (1982), langlaufer
- Jan Schmid (1983), Noors-Zwitserse noordse combinatieskiër
- Ida Alstad (1985), handbalster
- Margaret Berger (1985), zangeres
- Kine Håndlykken (1985), cabaretière (Maartje & Kine)
- Gøril Snorroeggen (1985), handbalster
- Henrik L'Abée-Lund (1986), biatleet
- Astrid Jacobsen (1987), langlaufster
- Per Ciljan Skjelbred (1987), voetballer
- Mari Molid (1990), handbalster
- Marta Tomac (1990), handbalster
- Didrik Tønseth (1991), langlaufer
- Mushaga Bakenga (1992), voetballer
- Espen Bjørnstad (1993), noordse combinatieskiër
- Maren Aardahl (1994), handbalster
- Ole Kristian Selnæs (1994), voetballer
- Malin Reitan (1995), zangeres
- Moa Høgdahl (1996), handbalster
- Jan Thomas Jenssen (1996), langlaufer
- Johannes Høsflot Klæbo (1996), langlaufer
- Dennis Johnsen (1998), voetballer
- Frøya Dorsin (2007), voetbalster